# Świetlówka kompaktowa
Treść tego artykułu może nie być zgodna z zasadami neutralnego punktu widzenia.
Dokładniejsze informacje o tym, co należy poprawić, być może znajdują się w dyskusji tego artykułu.
 Po wyeliminowaniu niedoskonałości należy usunąć szablon [[Szablon:Dopracować|]] z tego artykułu.

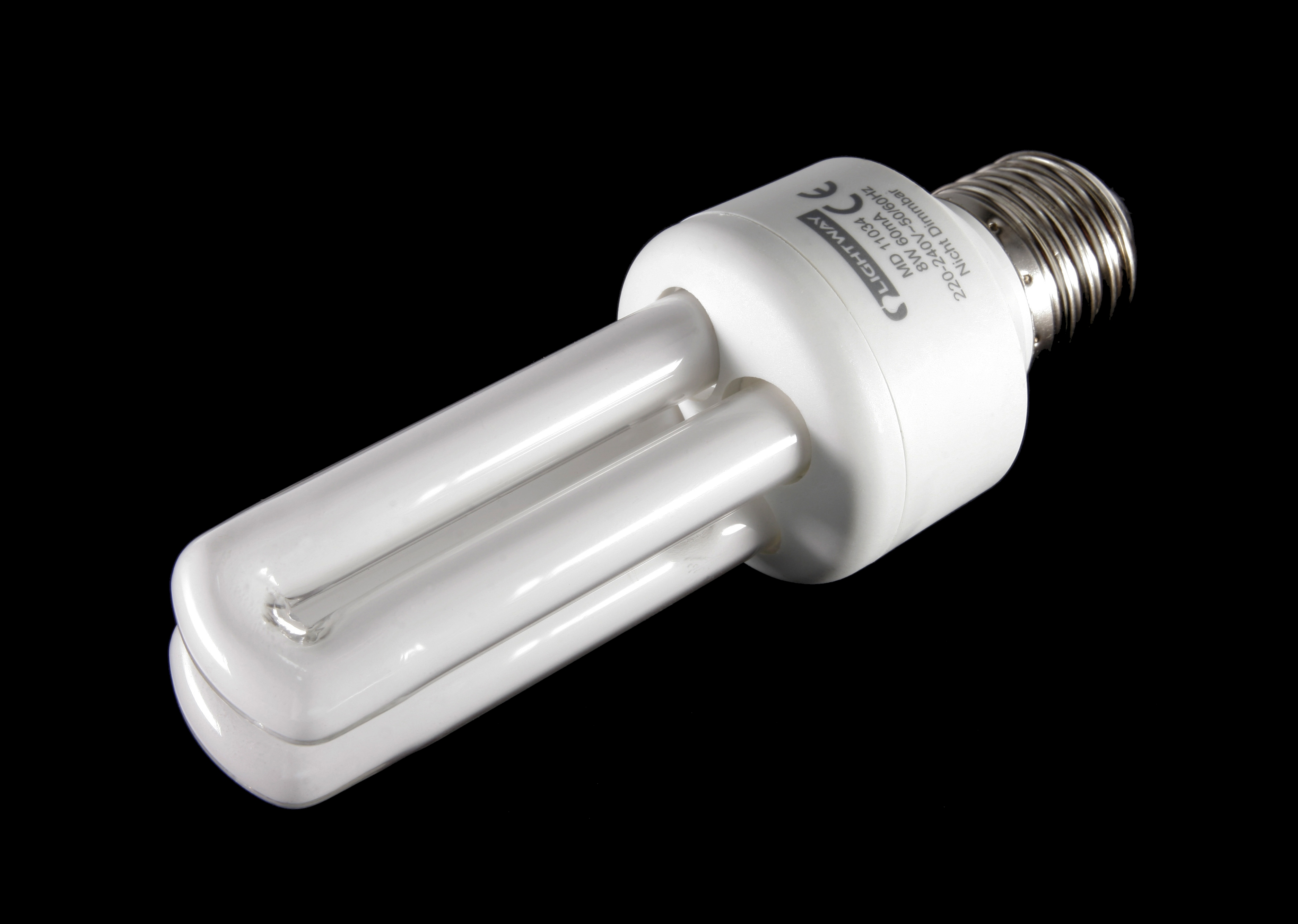
Świetlówka kompaktowa o mocy 8 W

Świetlówka kompaktowa, kompaktowa lampa fluorescencyjna (CFL ang. Compact fluorescent lamp), znana też w handlu jako świetlówka energooszczędna – jest to rodzaj lampy fluorescencyjnej (świetlówki) o kształcie zapewniającym małe wymiary gabarytowe. Świetlówki takie mają najczęściej bańkę w kształcie litery „U” (często zwielokrotnionej) lub spirali. Świetlówki kompaktowe można podzielić na świetlówki ze zintegrowanym układem zapłonowym oraz na świetlówki wymagające opraw z takim układem.

## Zalety w porównaniu do żarówek
- po rozgrzaniu wytwarzają znacznie więcej światła niż żarówki przy tym samym poborze mocy
- wielokrotnie dłuższy czas pracy (przy rzadkim włączaniu/wyłączaniu)
- mniejsza zależność strumienia świetlnego od napięcia zasilającego
- możliwość uzyskania innych barw światła niż barwa standardowej żarówki (2500 K), np. barwa neutralna 4000 K lub barwa chłodna 6500 K
- tam, gdzie energia elektryczna pozyskiwana jest w istotnej części ze spalania węgla, świetlówki kompaktowe przyczyniają się do mniejszej emisji szkodliwych substancji do środowiska (m.in. dwutlenku węgla oraz rtęci[1][2])

## Wady w porównaniu do żarówek
- dają mniej naturalne światło, widmo światła nie jest ciągłe, obserwowane barwy niektórych obiektów są inne niż w świetle słonecznym[3][4][5]
- zawierają niewielką ilość toksycznej rtęci (1–5 mg), w związku z czym konieczny jest ich recykling i nie wolno ich wyrzucać do zwykłego pojemnika na śmieci[6]; stłuczenie działającej świetlówki energooszczędnej może być niebezpieczne dla zdrowia osób przebywających w pobliżu z powodu oparów rtęci[potrzebny przypis]
- pogarszanie jakości energii elektrycznej w systemie zasilania[7] – wprowadzanie do sieci wyższych harmonicznych prądu (rośnie współczynnik THD), czyli jakość energii elektrycznej w sieci jest niższa (przebieg jest odkształcony); w wyniku nakładania się harmonicznych z różnych źródeł obciążenie transformatorów nawet mocą znacząco mniejszą od nominalnej może powodować ich uszkodzenia
- większa zależność strumienia świetlnego od temperatury otoczenia (utrudniony zapłon przy niskiej temperaturze)[8]
- znaczna zależność efektywności energetycznej od stopnia zużycia[8]
- zależność barwy światła od stopnia zużycia
- dłuższy czas od włączenia zasilania do osiągnięcia nominalnej jasności (rośnie wraz z użytkowaniem)
- szkodliwe promieniowanie ultrafioletowe (UV) emitowane jest głównie przez tanie świetlówki niskiej jakości, w których po pewnym czasie używania może pojawić się niewielkie i niewidoczne uszkodzenie powłoki wewnętrznej tzw. luminoforu[9]; świetlówki wysokiej jakości oraz posiadające podwójną szklaną obudowę nie są szkodliwe dla zdrowia
- brak możliwości regulacji jasności i barwy światła przez regulację napięcia (aczkolwiek są na rynku modele z wbudowaną elektroniką przystosowaną do standardowych ściemniaczy)
- wyższa cena (dodatkowo wzrosła o 20–25% po wprowadzeniu ograniczeń w sprzedaży żarówek[10]); jednak po uwzględnieniu niższego zużycia energii sumaryczne koszty zakupu oraz użytkowania świetlówek są wielokrotnie niższe od kosztów użytkowania tradycyjnych żarówek wytwarzających tyle samo światła[11]
- znaczny spadek żywotności przy dużej częstości włączeń/wyłączeń
- wysyłanie przez niektóre świetlówki kompaktowe zakłóceń w postaci fal elektromagnetycznych o zakresie od kilkuset kHz do kilkudziesięciu MHz, przez to może zostać uniemożliwiony np. odbiór radia

## Mity
- Mit: Świetlówki energooszczędne migają co jest niezdrowe dla ludzi, efekt stroboskopowy zauważalny jest podczas używania tanich świetlówek, w świetlówkach drogich, wysokiej jakości miganie jest prawie niezauważalne. Fakt:  Wszystkie świetlówki kompaktowe mają elektroniczny układ zapłonowo-stabilizacyjny, który energię pobraną z sieci gromadzi w kondensatorze, a lampa jest zasilana przez przetwornicę o częstotliwości rzędu 40 kHz.
- Mit: Stłuczenie działającej świetlówki energooszczędnej jest szczególnie niebezpieczne dla zdrowia osób przebywających w pobliżu z powodu oparów rtęci. Fakt: Świetlówki kompaktowe zawierają niewielką ilość rtęci (1–5 mg), ilość rtęci w postaci par jest jeszcze mniejsza; rtęć jest szkodliwa, ale jednorazowe rozproszenie rtęci ze świetlówki kompaktowej nie zagraża poważnie zdrowiu, dawka śmiertelna związków rtęci spożytych to około 200 mg na kilogram masy ciała.[12]

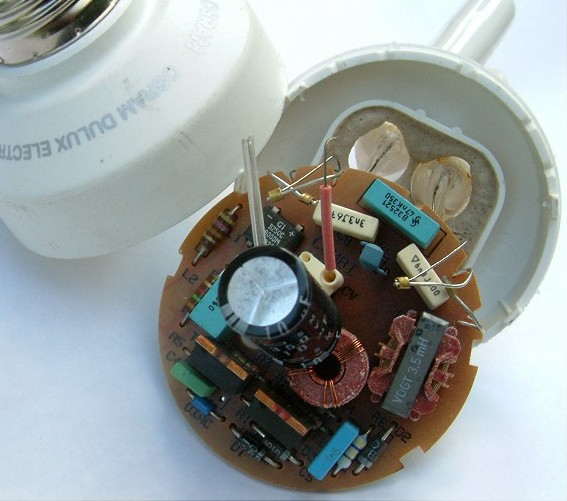
Elektroniczny układ zapłonowy świetlówki kompaktowej

Zaletą takich świetlówek jest fakt, iż są one bezpośrednimi zamiennikami żarówek głównego szeregu (posiadają taki sam gwint). Żywotność świetlówek kompaktowych mieści się w zakresie od 6000 do 15000 godzin pracy. Większość z nich nie jest przystosowana do stosowania w oprawach zamkniętych; używanie świetlówki w takiej oprawie znacząco skraca jej żywotność. Niektóre świetlówki posiadają własną obudowę rury fluorescencyjnej zmniejszającą luminancję i poprawiającą walory estetyczne. Dostępne świetlówki zalicza się do klas energetycznych A albo B. Najczęściej spotykane mają temperaturę barwową 2700 K (zbliżona do temperatury barwowej żarówki) albo 6400 K (światło dzienne). Skuteczność świetlna wynosi ok. 50 lm/W.

## Pobór mocy
Porównanie pobieranej mocy żarówek głównego szeregu i świetlówek kompaktowych ze zintegrowanym układem zapłonowym, o zbliżonym strumieniu świetlnym, dla nowych żarówek, według producentów świetlówek kompaktowych:
| żarówka | świetlówka kompaktowa |
| ------- | --------------------- |
| 25 W    | 5–6 W                 |
| 40 W    | 7–8 W                 |
| 60 W    | 11–13 W               |
| 75 W    | 15–16 W               |
| 100 W   | 18–21 W               |
| 150 W   | 27–32 W               |

## Przykłady
Przykłady świetlówek kompaktowych ze zintegrowanym układem zapłonowym:

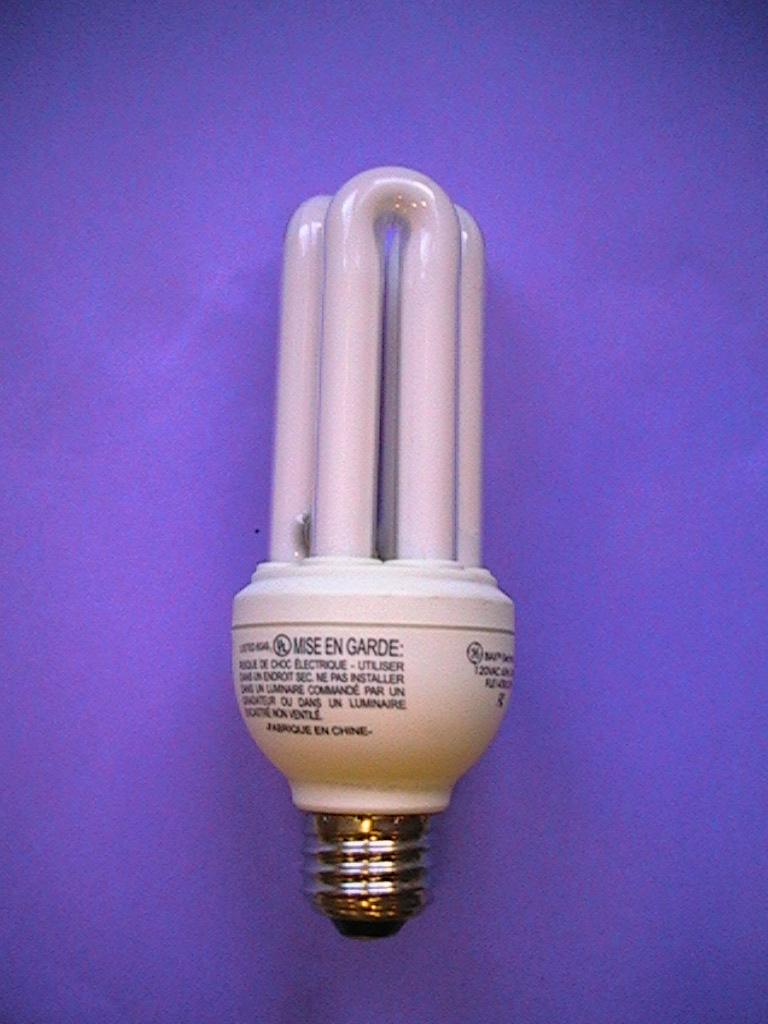
Świetlówka z rurą zwiniętą
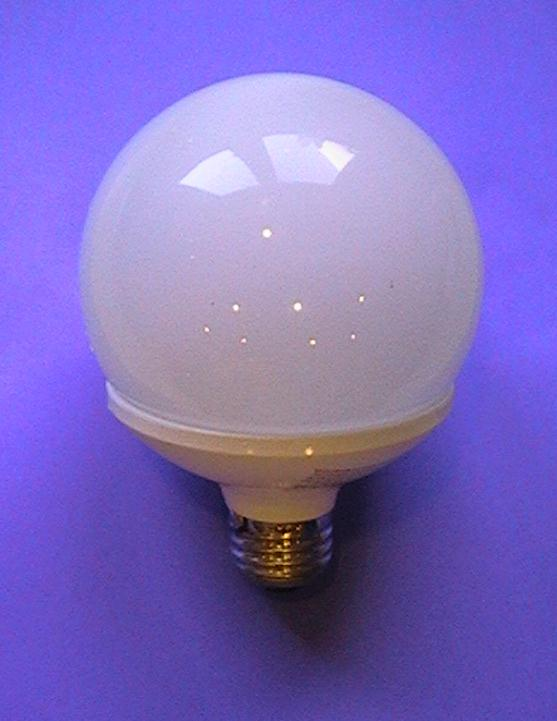
Świetlówka z obudową kulistą
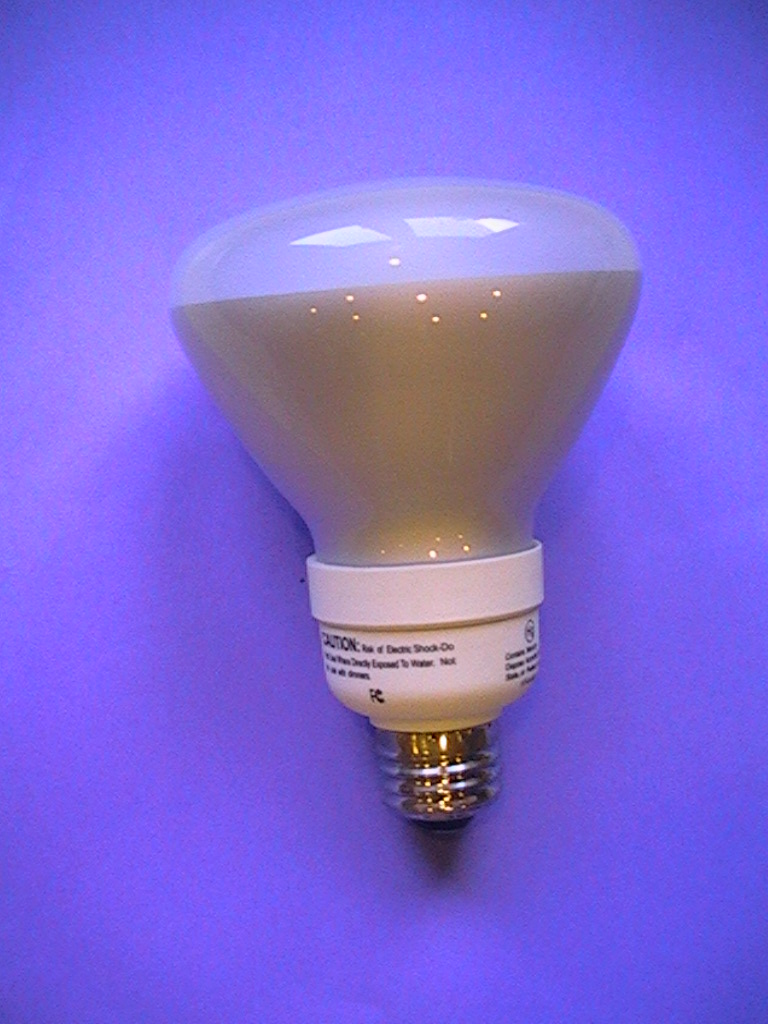
Świetlówka z reflektorem
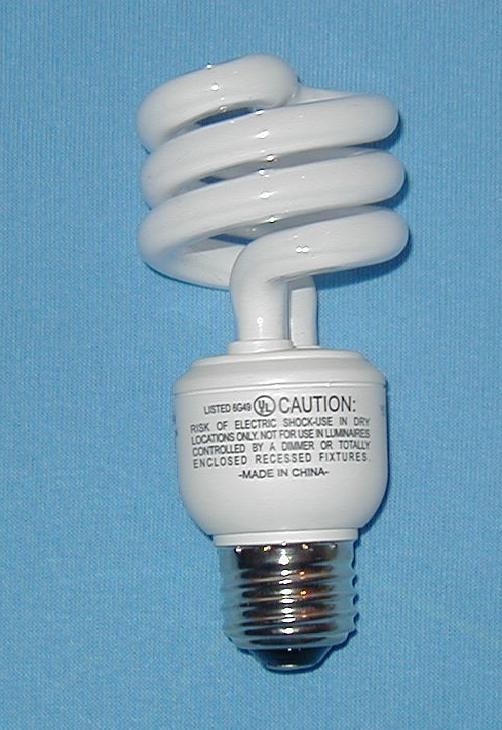
Świetlówka z rurą spiralną
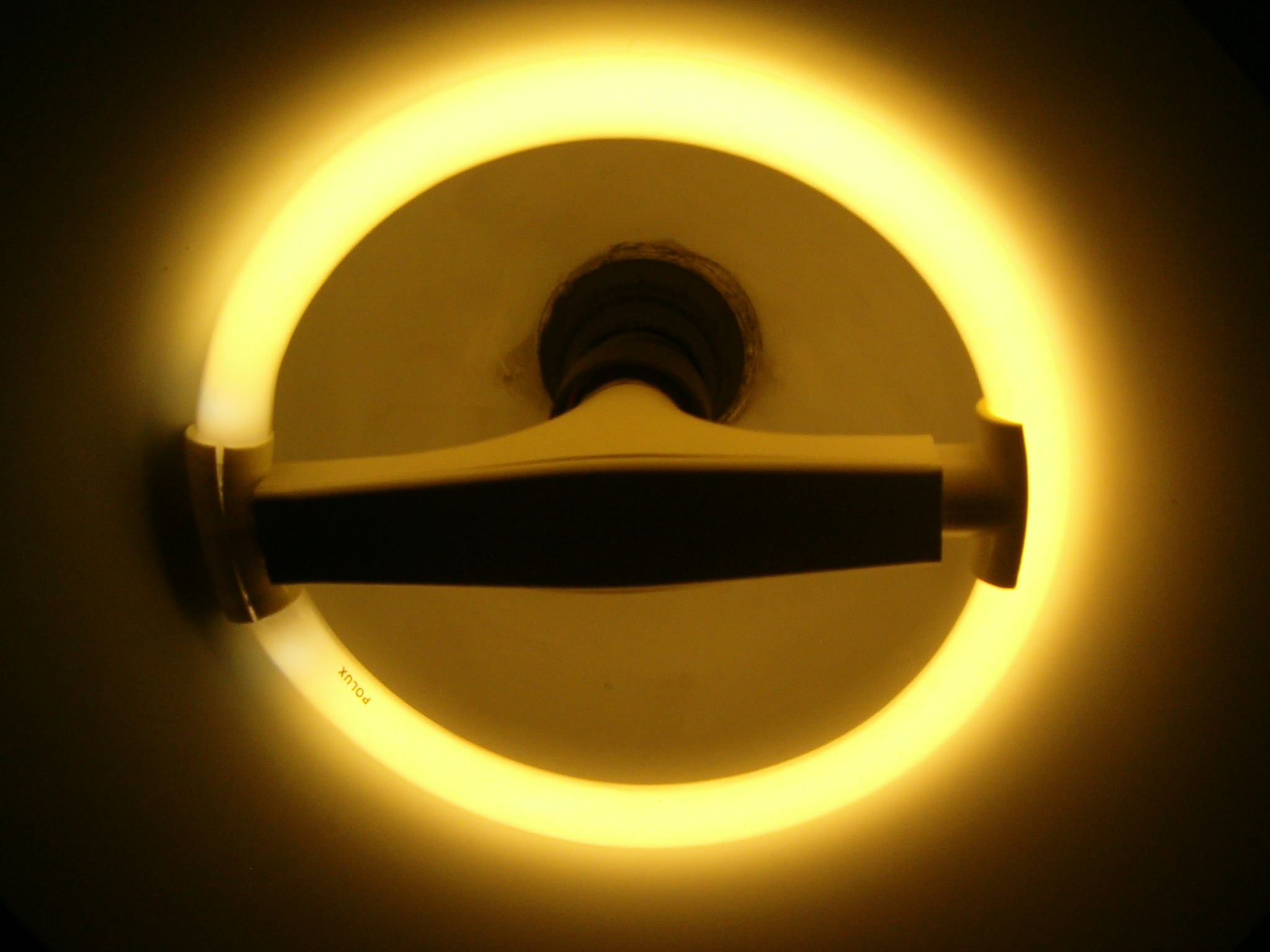
Świetlówka z rurą kołową

## Świetlówki z zewnętrznym układem zapłonowym

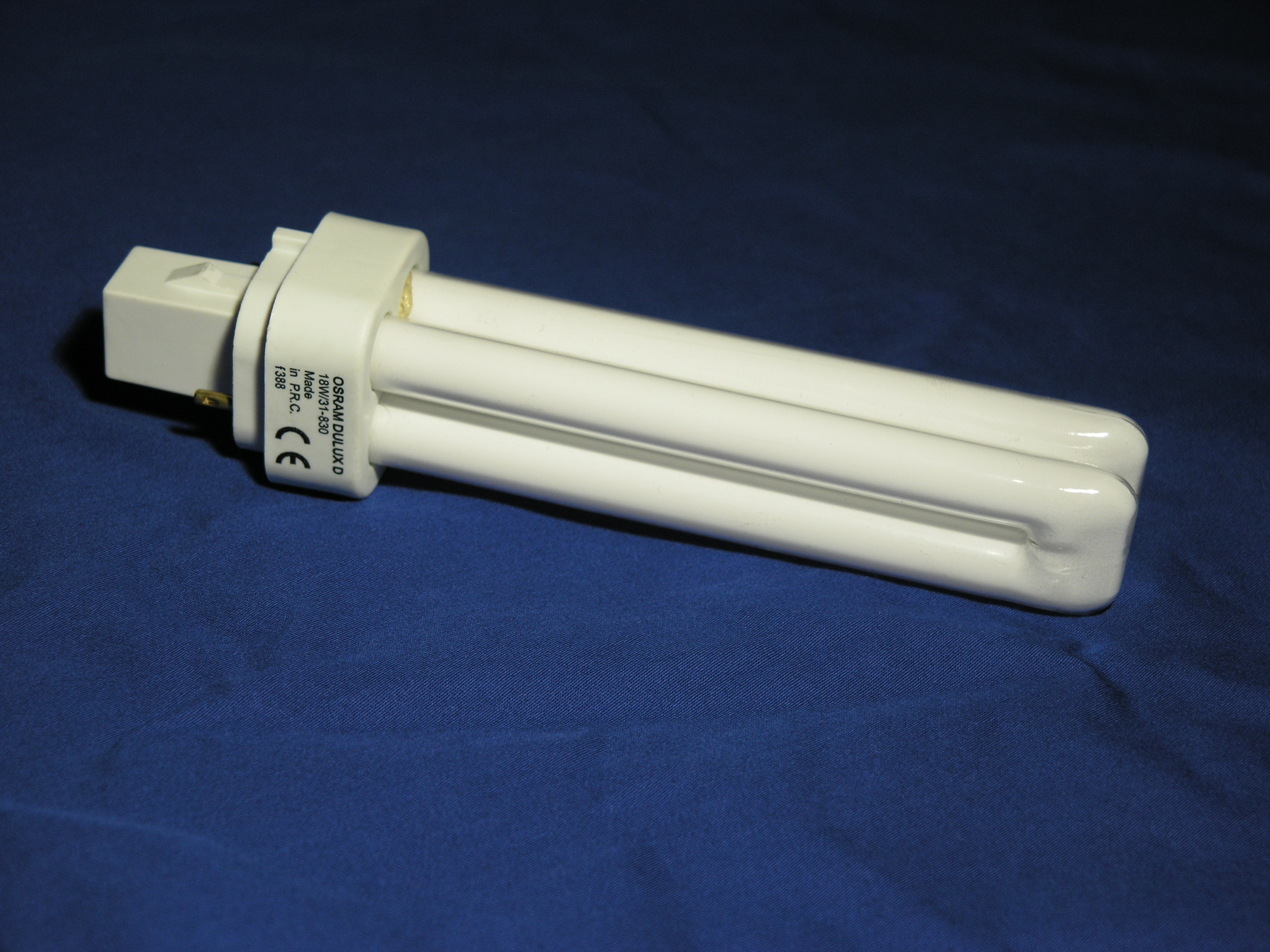
Świetlówka wymagająca zewnętrznego układu zapłonowego

Ich zaletą jest niższa cena spowodowana oszczędnościami na układzie zapłonowym. Mają większą gamę dostępnych temperatur barwowych. Są bardziej przyjazne środowisku, ponieważ nie są marnowane układy zapłonowe, jak to ma miejsce w przypadku zużytych świetlówek pierwszego rodzaju. Produkowane są zarówno świetlówki całkowicie pozbawione jakichkolwiek dodatkowych urządzeń, jak i z wbudowanym samym zapłonnikiem – takie modele wymagają opraw wyposażonych jedynie w statecznik. Dostępne są świetlówki z trzonkami G23, 2G7, G24, 2G11.

## Perspektywy
Obecnie (lata 20. XXI w.) świetlówki kompaktowe wypierane są przez oświetlenie w technologii LED o lepszych walorach energetycznych i użytkowych.